# Minna Nieminen
Minna Eliisa Nieminen (Lappeenranta, 31 de agosto de 1976) es una deportista finlandesa que compitió en remo.
Participó en los Juegos Olímpicos de Pekín 2008, obteniendo una medalla de plata en la prueba de doble scull ligero.
Ganó tres medallas en el Campeonato Mundial de Remo entre los años 2004 y 2007, y una medalla de plata en el Campeonato Europeo de Remo de 2007.

## Palmarés internacional
| Juegos Olímpicos   | Juegos Olímpicos  | Juegos Olímpicos  | Juegos Olímpicos        |
| Año                | Lugar             | Medalla           | Prueba                  |
| ------------------ | ----------------- | ----------------- | ----------------------- |
| 2008               | Pekín (China)     | Medalla de plata  | Doble scull ligero      |
| Campeonato Mundial |                   |                   |                         |
| Año                | Lugar             | Medalla           | Prueba                  |
| 2004               | Bañolas (España)  | Medalla de bronce | Scull individual ligero |
| 2005               | Kaizu (Japón)     | Medalla de bronce | Doble scull ligero      |
| 2007               | Múnich (Alemania) | Medalla de plata  | Doble scull ligero      |
| Campeonato Europeo |                   |                   |                         |
| Año                | Lugar             | Medalla           | Prueba                  |
| 2007               | Poznań (Polonia)  | Medalla de plata  | Doble scull             |